# Charīs Papageōrgiou
Charīs Papageōrgiou (in greco Χάρης Παπαγεωργίου?; Salonicco, 26 marzo 1953) è un ex cestista greco.

## Palmarès
- Campionato greco: 4

Aris Salonicco: 1978-79, 1982-83, 1985-86, 1986-87
- Coppa di Grecia: 1

Aris Salonicco: 1986-87